# Кобратуська сільська рада
Ко́братуська сільська рада (ест. Kobratu külanõukogu, рос. Кобратуский сельский совет) — сільська рада в Естонській РСР, адміністративно-територіальна одиниця в складі повіту Тартумаа (1945—1950) та Тартуського району (1950—1954).

## Населені пункти
Сільській раді підпорядковувалися села: Соекюла (Soeküla), Веду-Сое (Vedu-Soe), Веду (Vedu), Напо (Napo), Кобрату (Kobratu), Метскюла (Metsküla), Війдіке (Viidike), Вяеґвере (Väägvere), Арупяе (Arupää), Аовере (Aovere), Веснері (Vesneri), Енґвере (Енґевере) (Engvere (Engevere), Вазула (Vasula).

## Історія
13 вересня 1945 року на території волості Тарту в Тартуському повіті утворена Кобратуська сільська рада з центром у селі Кобрату. Головою сільської ради обраний Рууді Таммела (Ruudi Tammela), секретарем — Хільда Коопа (Hilda Koopa).
26 вересня 1950 року, після скасування в Естонській РСР повітового та волосного поділу, сільська рада ввійшла до складу новоутвореного Тартуського сільського району.
17 червня 1954 року в процесі укрупнення сільських рад Естонської РСР Кобратуська сільська рада ліквідована. Її територія склала північну частину новоутвореної Тартуської сільської ради.